# Bristol Bay Native Corporation
Bristol Bay Native Corporation é uma da treze empresas conhecidas como Alaska Native Regional Corporations, tendo sido criada por meio do Alaska Native Claims Settlement Act, que em 1971 pôs fim às reclamações feitas pelos povos originários do Alasca. A empresa foi fundada em 13 de junho de 1972. Sendo uma empresa ANCSA, suas ações não podem ser comercializadas, devedo ser detidas por povos originários do Alasca.